# Trockenborn-Wolfersdorf
Trockenborn-Wolfersdorf è un comune di 595 abitanti della Turingia, in Germania.
Appartiene al circondario della Saale-Holzland (targa SHK) ed è parte della comunità amministrativa (Verwaltungsgemeinschaft) di Hügelland/Täler.